# 柳宿增三

柳宿增三 (α Cnc / Acubens)是在巨蟹座的一個恆星系，它的固有名稱是Acubens (Açubens)，較罕用的是Al Zubanah，源自阿拉伯的الزبانة az-zubānah，意思為 "爪(蟹的)"。較少用的名稱還有Sertan，源自السرطان saraţān "the crab". 

## 性質
柳宿增三是一顆視星等4.2的4等星，因此若非在良好的觀測條件下，肉眼幾乎看不見。不過，它實際的亮度是太陽的23倍。它的光譜是A5m。依巴谷任務估計出它與地球的距離大約是53秒差距，或是大約174光年遠。
因為它靠近黃道，因此他會被月球掩蔽，偶爾也會發生罕見的行星掩星。

## 恆星系統
主要的成員，柳宿增三A，是一顆白色的A型主序矮星，視星等+4.26等。它的伴星，柳宿增三B，是一顆11等星。在1836年，觀測到它的位置角是325度，與主星柳宿增三A相距11.3角秒。 
來自對它在掩星過程中的光度變化曲線的研究，認為柳宿增三A本身可能是一顆靠得很近的聯星，兩顆星有相似的亮度，和只有0.1秒角的距離。

## 外部連結
- Jim Kaler's Stars, University of Illinois:Acubens （页面存档备份，存于）